# Поместный собор Русской православной церкви (1945)

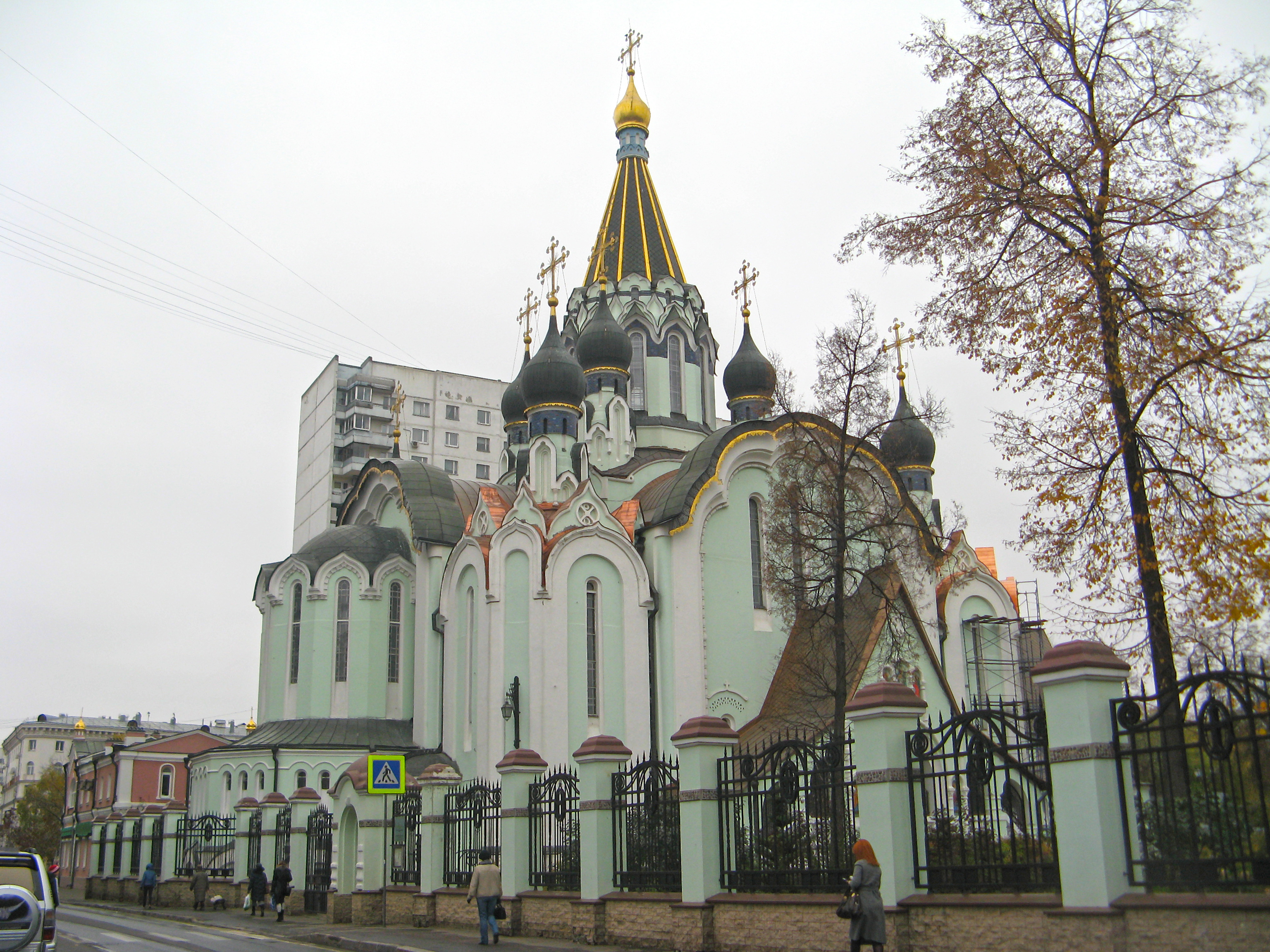
Храм Воскресения Христова в Сокольниках, где проводился собор

Поме́стный собо́р Ру́сской правосла́вной це́ркви 1945 го́да — Поместный собор Русской православной церкви, прошедший с 31 января по 4 февраля 1945 года в Москве, в храме Воскресения Христова в Сокольниках. Помимо делегатов от епархий на Собор были приглашены православные патриархи и их представители из Румынии, Болгарии, Сербии, стран Ближнего Востока, Грузии, зарубежные русские иерархи; число членов и гостей Собора составило 204 человека. Собор стал единственным, исключая военные, правительственные совещания, собранием такого масштаба в годы войны. Кроме того, собор стал самым представительным полномочным церковным органом власти с 20 сентября 1918 года, когда прекратил свои занятия Всероссийский Поместный собор.
Собор принял название «Русская православная церковь», Положение об управлении Русской православной церкви, открытым голосованием избрал Патриархом Московским и всея Руси митрополита Ленинградского Алексия (Симанского), интронизация которого состоялась 4 февраля 1945 года в кафедральном Богоявленском соборе в Елохове.
В том же году Центральной студией ордена Красного Знамени документальных фильмов был создан получасовой документальный фильм «Поместный собор Русской Православной церкви» (режиссёр Мария Славинская). Это был первый фильм в СССР, имевший нейтральное, или даже положительное, отношение к событиям церковной жизни.

## Подготовка
21—23 ноября 1944 года в здании Патриархии в Чистом переулке состоялся Архиерейский собор, в котором участвовали 50 епископов Русской православной церкви. Собор состоялся с ведома и при активной поддержке органов государственной власти СССР, в том числе лично Сталина. Местоблюститель патриаршего престола митрополит Алексий в приветственном слове к архиереям отметил, что им предстоит «тщательно подготовить и разработать все вопросы, связанные с предстоящим Поместным собором Русской православной церкви». В заключение митрополит Алексий говорил о предстоящем Поместном соборе, о его программе и главном деле Собора — избрании Патриарха.
На третий день заседания архиереи утвердили программу предстоящего Поместного собора. Затем управляющий делами Патриархии протоиерей Николай Колчицкий в докладе о порядке избрания Патриарха на Поместном соборе предложил следующую процедуру голосования: каждый преосвященный, начиная с младшего по хиротонии, на вопрос, кого он с клиром и паствою своей епархии избирает Патриархом, будет отвечать: «Патриархом Московским и всея Руси мы избираем преосвященнейшего (титул, епархия, имя)». После окончания опроса председатель Собора объявит имя архипастыря, избранного Патриархом. Против такого порядка избрания возражал архиепископ Тамбовский Лука (Войно-Ясенецкий), предлагая повторить опыт Поместного собора 1917—1918 годов, когда окончательное избрание Патриарха совершалось по жребию из трёх кандидатов, выбранных тайным голосованием на Соборе. Архиерейский собор утвердил порядок избрания Патриарха, предложенный протоиереем Николаем Колчицким. По докладу отца Николая Колчицкого было утверждено чинопоследование интронизации Патриарха. Решено было пригласить на Поместный собор патриархов Константинопольского, Александрийского, Антиохийского, Иерусалимского и Грузинского.
24 ноября председатель Совета по делам Русской православной церкви Георгий Карпов встретился с участниками Архиерейского собора.

## Участники
В Соборе участвовали все зарегистрированные архиереи вместе с представителями от клира и мирян своих епархий, в том числе один заштатный архиерей — Мануил (Лемешевский).
В списке значится 61 епархия внутри СССР и одна заграничная (Северо-Американская). При этом правящих епископов в СССР было только 44.
На Соборе из разных епархий и областей было избрано 204 участника. На деле на Поместный собор прибыли 171 человек: 45 архипастырей, 85 священнослужителей, двое церковнослужителей и 38 мирян практически от всех областей Советского Союза. Двадцать пять из них были выпускниками различных академий, 56 учились в разных семинариях, 29 имели высшее образование, 31 среднее, 23 неоконченное среднее, двое окончили Духовное училище, трое только церковную школу и один из них пастырские курсы.
Среди почётных гостей на Соборе присутствовали патриархи Александрийский Христофор II, Антиохийский Александр III, Грузинский Каллистрат; представители Константинопольской, Иерусалимской, Сербской и Румынской церквей. На Собор были посланы также двое представителей Североамериканской митрополии (тогда в схизме с Московским патриархатом), но они опоздали на Собор: вследствие того, что патриарший местоблюститель митрополит Алексий, опасаясь, что на Соборе может начаться сближение Североамериканской митрополии с восточными патриархами, прямо просил Совет по делам РПЦ обеспечить задержку самолёта с делегатами митрополита Феофила (советский военный самолёт, летевший через Аляску и Сибирь, был задержан в Красноярске, и дальше делегация по совету местного уполномоченного Совета по делам РПЦ Лаксенко добиралась до Москвы поездом).
На Собор были приглашены несколько оставшихся в живых членов Поместного собора 1917—1918 годов, от лица которых к новому собранию обратился 80-летний старец протоиерей Алексий Станиславский.

## Деяния
Первое заседание Поместного собора было открытым. Храм Воскресения заполнило московское и приходское духовенство, верующий народ; присутствовали иностранные гости из посольств и военных миссий, журналисты, фоторепортёры; правительство СССР представлял председатель Совета по делам Русской православной церкви при СНК СССР Георгий Карпов. После торжественного молебна Собор открыл его председатель местоблюститель патриаршего престола митрополит Алексий. Главными задачами Собора местоблюститель назвал избрание патриарха и утверждение «Положения об управлении Русской Православной Церковью».
На своем первом заседании Собор утвердил Положение об управлении Русской православной церкви, которое включало в себя 48 статей. В отличие от документов Собора 1917—1918 годов, Положение именовало Поместную православную церковь, «возглавляемую» патриархом Московским, не «Российской», а «Русской». Статья 7-я Положения гласила: «Патриарх для решения назревших важных вопросов созывает, с разрешения Правительства, Собор Преосвященных Архиереев» и председательствует на нём, а о Соборе с участием клириков и мирян говорилось, что он созывается только тогда, «когда требуется выслушать голос клириков и мирян и имеется внешняя возможность» к его созыву.
За успешное проведение Собора Георгий Карпов был награждён орденом Трудового Красного Знамени.